# عباس حلمي الثالث
ولد الأمير عباس حلمي محمد عبد المنعم في القاهرة عام 1941.
جده الخديوي عباس حلمي الثاني، ووالده الأمير محمد عبد المنعم، الذي تولى الوصاية على العرش لحين بلوغ الأمير أحمد فؤاد ابن الملك فاروق السن القانونية، ووالدته الأميرة فاطمة نسل شاه عثمان أوغلو حفيدة آخر سلطان للدولة العثمانية.
يجيد إضافة للعربية، اللغات الإنجليزية والفرنسية والتركية.

## الدراسة
- كلية العائلة المقدسة ( الجيزويت ) بالقاهرة.
- College Saint Louis de Gonzague (Jesuites) Paris.
- Millfield School, Somerset, England.
- Christ Church College, Oxford, England.

## حياته العملية
- أصبح أول عضو أجنبي في بورصة لندن، عام 1970.
- عمل في المناصب التالية:

-	Managing Director, Kidder Peabody International Investments, London.
- General Manager, Schroder Asseily & Co. Ltd., London.
- Associate Partner, Grieveson Grant & Co., London.
- عضو مجلس إدارة كل من:

- Concord Portfolio Management Company SAE
- Concord Misr Investments (BVI) Ltd.
- Concord (BVI) International Ltd.
- Stanhope Overseas Limited
- Hilmi & Associates Ltd.
- المنصب الحالي في شركة:

Concord International Investments.
-	عضو منتدب
-	رئيس لجنة الإدارة

## عضو كل من الهيئات التالية
-	اتحاد المصرفيين العرب، و مقره لندن.
-	الجمعية المصرية لسوق المال.
-	الجمعية المصرية للأوراق المالية.
- غرفة التجارة الأمريكية بمصر.
- غرفة التجارة المصرية الفرنسية.

## الأنشطة العامة
عضو كل من الهيئات الاجتماعية التالية:
- جمعية أصدقاء متحف قصر المنيل.
- جمعية أصدقاء متحف الفن الإسلامي.
- جمعية أصدقاء المتحف القبطي.
- مركز البحوث الأمريكية بمصر
- جمعية الاستكشافات المصرية.
- المجلس المصري للشئون الخارجية.
- جمعية مستشفى بروك الخيري لعلاج الحيوان.
- جمعية الصداقة المصرية البريطانية.
- جمعية الصداقة المصرية السويسرية.